# Бояринова, Лидия Владимировна
Ли́дия Влади́мировна Боя́ринова (25 января 1931, Рылково, Нижегородская область — 3 июня 2009, Чкаловск, Нижегородская область) — полеводческая звеньевая в колхозе «Авангард» Чкаловского района (колхоз им. И. И. Разумовского). Герой Социалистического труда. Участница ВДНХ. Ударник коммунистического труда. Депутат сельского Совета. Почетный гражданин Чкаловского района.

## Биография
Бояринова Лидия Владимировна родилась 25 января 1931 года в деревне Рылково Нижегородского края в семье крестьянина. В 1938 году поступила в Сапанихинскую школу. В 1942 году после окончания четырёх классов начала работать в колхозе и в 1957 году возглавила полеводческое звено в колхозе «Авангард» Чкаловского района (позже переименован в колхоз им. И. И. Разумовского). Из года в год её звено выращивало высокие урожаи льна.
30 апреля 1966 года Указом Президиума Верховного Совета СССР за успехи, достигнутые в увеличении производства и заготовок льна звеньевой Бояриновой Лидии Владимировне было присвоено звание Героя Социалистического Труда с вручением ордена Ленина и золотой медали «Серп и Молот».
Общий трудовой стаж Лидии Владимировны Бояриновой составляет 47 лет.
Награждена медалями «За доблестный труд в Великой Отечественной войне 1941—1945 гг.», «50 лет Победы в Великой Отечественной войне 1941—1945 гг.».
Лидия Владимировна неоднократно была участницей ВДНХ, награждена золотой, двумя серебряными и одной бронзовой медалями ВДНХ, избиралась депутатом сельского Совета народных депутатов.
После выхода на пенсию проживала в городе Чкаловске Нижегородской области.
Скончалась 3 июня 2009 года.

### Книги
1. Указ Президиума Верховного Совета СССР о присвоении звания Героя Социалистического Труда передовикам сельского хозяйства РСФСР, особо отличившимся в увеличении производства и заготовок технических культур // Ведомости Верховного Совета СССР. — 1966. — № 19. — С. 320; Горьк. правда, 1966. — 15 мая.
2. Бояринова Лидия Владимировна // Герои социалистического труда — горьковчане: биобиблиографический указатель. — Горький: Волго-Вятское кн. изд-во, 1986. — С. 19-20.
3. Персидский В. А. Герои социалистического труда // Персидский В. А. Сказание о земле Василевской — Чкаловской. — Н.Новгород: Нижполиграф, 2004. — С. 386.
4. Тюрин А. Ф. Чувство хозяина / А. Ф. Тюрин, М. И. Нечетов. — М.: Сов. Россия, 1969. — С.25, 108.

### Статьи
1. Азамат О. Среди цветущего поля льна // Знамя (Чкаловск). — 2010. — 8 июня.
2. Бояринова Лидия Владимировна // Знамя (Чкаловск). — 2009. — 6 июня.
3. Григорьева Р. Гори, сверкай, звезда Героя! // Знамя (Чкаловск). — 2001. — 2 февр.
4. Колпаков С. Сердце, вложенное в труд // Горьк. правда. — 1966. — 28 июля.
5. Красненкова А. Стали Почетными гражданами района // Знамя (Чкаловск). — 2005. — 26 апр. — С. 1.
6. Терехин Г. Перед людьми и совестью права // Знамя (Чкаловск). — 1999. — 28 окт. — С. 3.
7. Федоров Г. Звеньевая // Знамя (Чкаловск). — 1986. — 25 янв.